# Pomniki przyrody w gminie Dragacz
Na terenie gminy Dragacz, w powiecie świeckim, w województwie kujawsko-pomorskim znajduje się 12 pomników przyrody. Wyróżniamy 7 pojedynczych drzew, 1 aleję, 1 głaz narzutowy, 2 grupy drzew i 1 fragment lasu o charakterze naturalnym. 
W strukturze gatunkowej przeważa dąb szypułkowy. Na szczególną uwagę zasługuje dąb o obwodzie 684 cm (2012) rosnący w Dragaczu i lipa o obwodzie  400 cm w Wielkim Lubieniu.
Poniższa tabela przedstawia stan prawny (rzeczywisty może być inny) pomników przyrody na terenie gminy:
| Nr  | Lokalizacja                        | Forma                                                    | Nazwa                                                             | Sztuk | Obwody przy powołaniu [cm]             | Akt prawny                                                                | Zdjęcie |
| 1.  | Dragacz                            | pojedyncze drzewo                                        | dąb szypułkowy                                                    | 1     | 620                                    | Rozporządzenie nr 11/91 Wojewody Bydgoskiego z dnia 1 lipca 1991 roku     |         |
| 2.  | Górna Grupa cmentarz ewangelicki   | grupa drzew                                              | 3 dęby szypułkowe                                                 | 3     | 250, 280, 350                          | Rozporządzenie nr 11/91 Wojewody Bydgoskiego z dnia 1 lipca 1991 roku     |         |
| 3.  | Górna Grupa park pałacowy          | grupa drzew                                              | 8 dęby szypułkowe                                                 | 8     | 520, 430, 390, 330, 330, 320, 300, 470 | Rozporządzenie nr 11/91 Wojewody Bydgoskiego z dnia 1 lipca 1991 roku     |         |
| 4.  | Fletnowo cmentarz ewangelicki      | pojedyncze drzewo                                        | dąb szypułkowy                                                    | 1     | 320                                    | Rozporządzenie nr 11/91 Wojewody Bydgoskiego z dnia 1 lipca 1991 roku     |         |
| 5.  | Mniszek                            | pojedyncze drzewo                                        | dąb szypułkowy                                                    | 1     | 400                                    | Rozporządzenie nr 11/91 Wojewody Bydgoskiego z dnia 1 lipca 1991 roku     |         |
| 6.  | Wielki Lubień przy kościele        | pojedyncze drzewo                                        | lipa drobnolistna                                                 | 1     | 400                                    | Rozporządzenie nr 11/91 Wojewody Bydgoskiego z dnia 1 lipca 1991 roku     |         |
| 7.  | Wielki Lubień ogród plebanii       | pojedyncze drzewo                                        | dąb szypułkowy                                                    | 1     | 530                                    | Rozporządzenie nr 11/91 Wojewody Bydgoskiego z dnia 1 lipca 1991 roku     |         |
| 8.  | Stare Marzy leśnictwo Mniszek      | głaz narzutowy                                           |                                                                   | 1     | 580                                    | Rozporządzenie nr 11/91 Wojewody Bydgoskiego z dnia 1 lipca 1991 roku     |         |
| 9.  | droga Małe Stwolno-Wielkie Stwolno | jednostronna aleja przydrożna                            | 126 dębów szypułkowych, 10 jesionów wyniosłych, 12 klonów jaworów | 148   | od 218 do 380, 170-290, 170-190        | Rozporządzenie nr 18/92 Wojewody Bydgoskiego z dnia 8 czerwca 1992 roku   |         |
| 10. | leśnictwo Mniszek oddział 198 f    | fragment lasu mieszanego z powalonymi pomnikowymi dębami | fragment lasu                                                     | 1     |                                        | Rozporządzenie nr 36/95 Wojewody Bydgoskiego z dnia 14 lutego 1995 roku   |         |
| 11. | Michale                            | pojedyncze drzewo                                        | dąb szypułkowy                                                    | 1     | 437                                    | Rozporządzenie nr 322/95 Wojewody Bydgoskiego z dnia 29 grudnia 1995 roku |         |
| 12. | Michale                            | pojedyncze drzewo                                        | jesion wyniosły                                                   | 1     | 307                                    | Rozporządzenie nr 322/95 Wojewody Bydgoskiego z dnia 29 grudnia 1995 roku |         |